# Henri Filhol
Antoine Pierre Henri Filhol fou un paleontòleg, espeleòleg i zoòleg francès nascut l'11 de maig del 1843 a Tolosa i mort el 28 d'abril del 1902 a París.
Era fill d'Edouard Filhol (1814-1883), conservador del museu de Tolosa.
Filhol obtingué el seu títol de medicina el 1873 amb una tesi titulada: Sobre la sensibilitat recorrent a la mà. També fou doctor de les ciències i membre de l'Académie des sciences el 1897; presidí la Societat Zoològica de França el 1898.
Participà en diverses expedicions, destacant les que feu a bord del Travailleur (1880, 1881 i 1882) i del Talisman (1883).
En l'àmbit de l'espeleologia, la seva obra principal tractà de l'estudi de les fosforites del Carcí. També fou company dels primers prehistoriados que estudiaren les coves de l'Arieja (Bédeilhac, Mas d'Azil, Massat, Monfort, L'Herm…).
La seva bibliografia fou publicada a Nature el 1902 (pàgines 367 a 381) amb un retrat.

## Col·lecció d'Henri Filhol

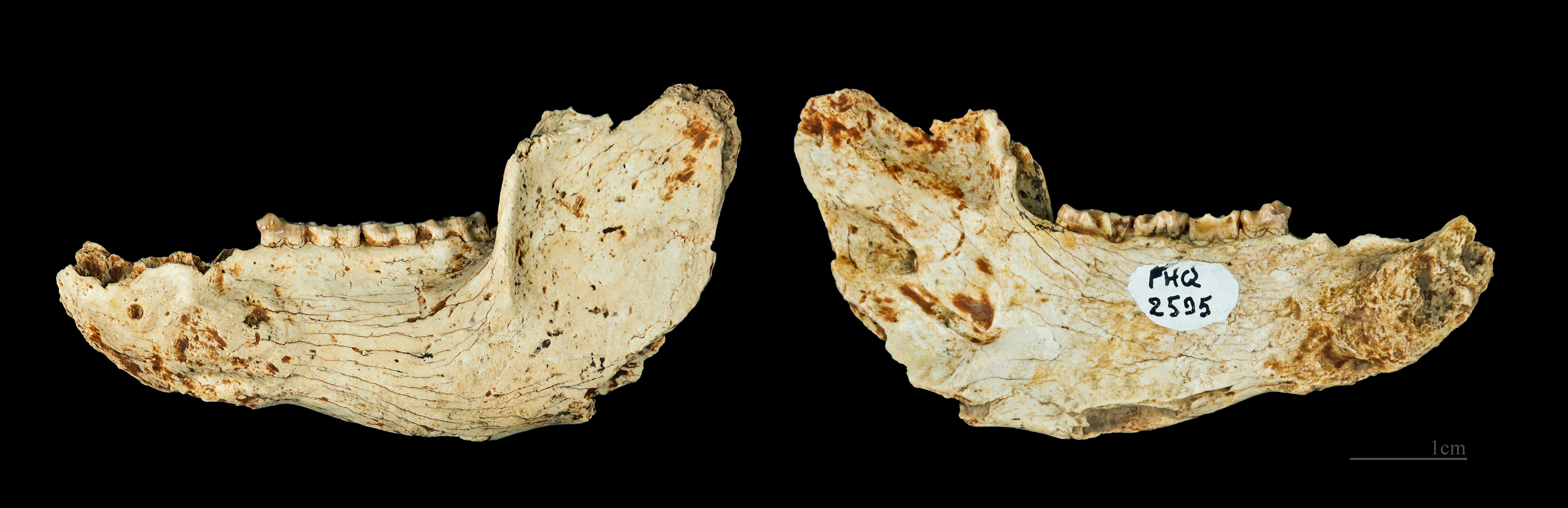
Adapis parisiensis
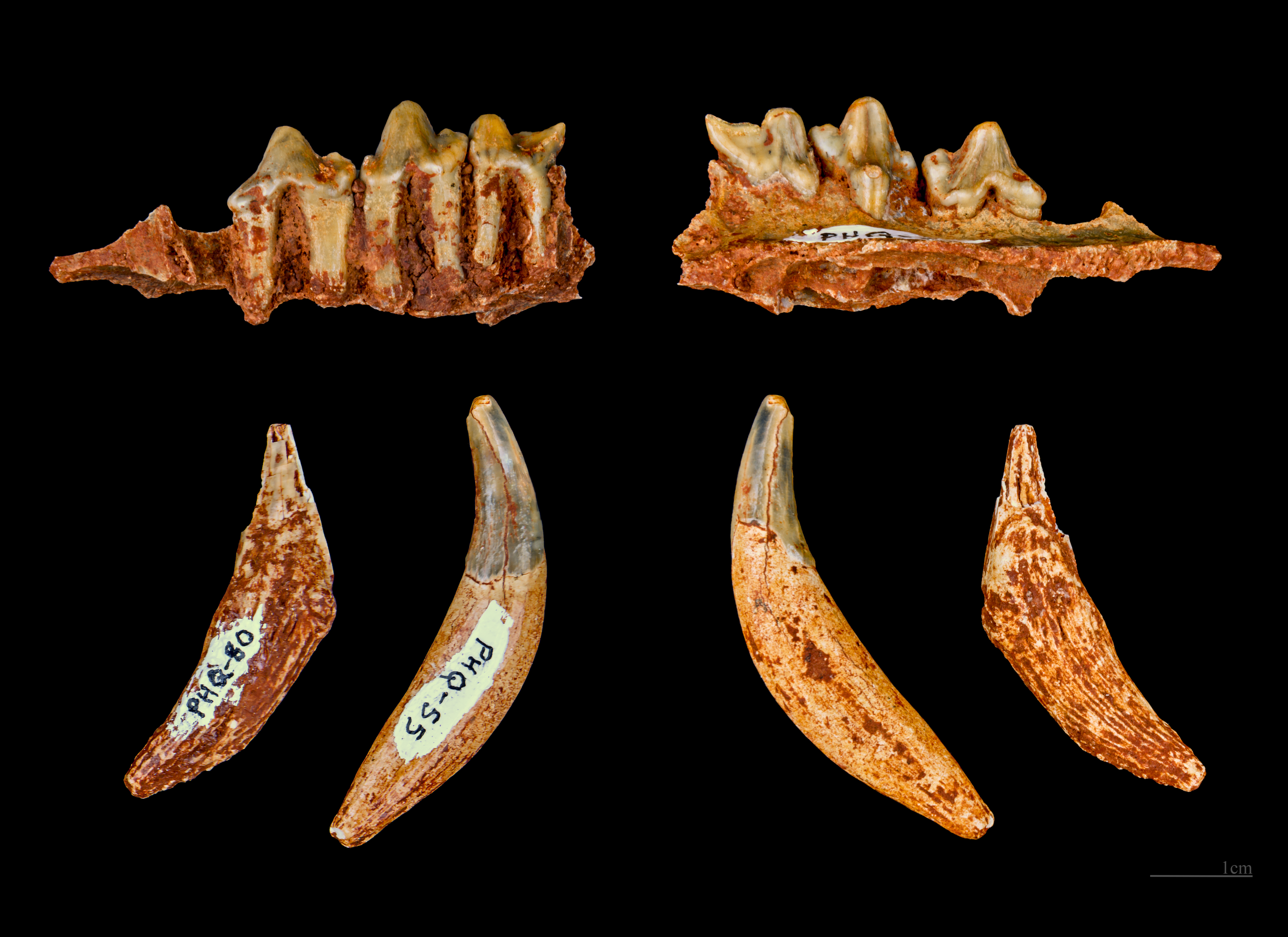
Hyaenodon Filholi
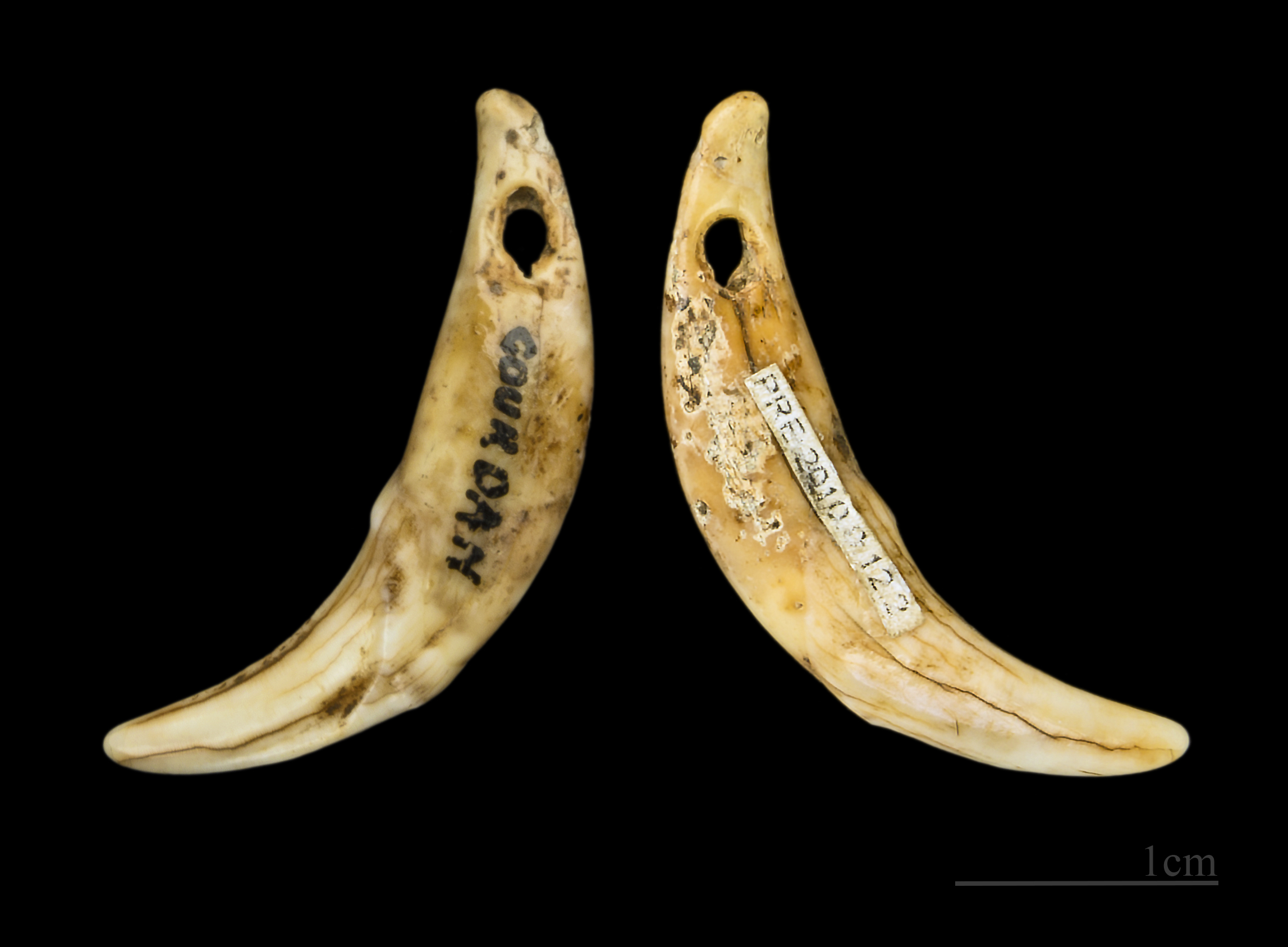
Llop canina per a l'adorn Magdalenià Gourdan-Polignan
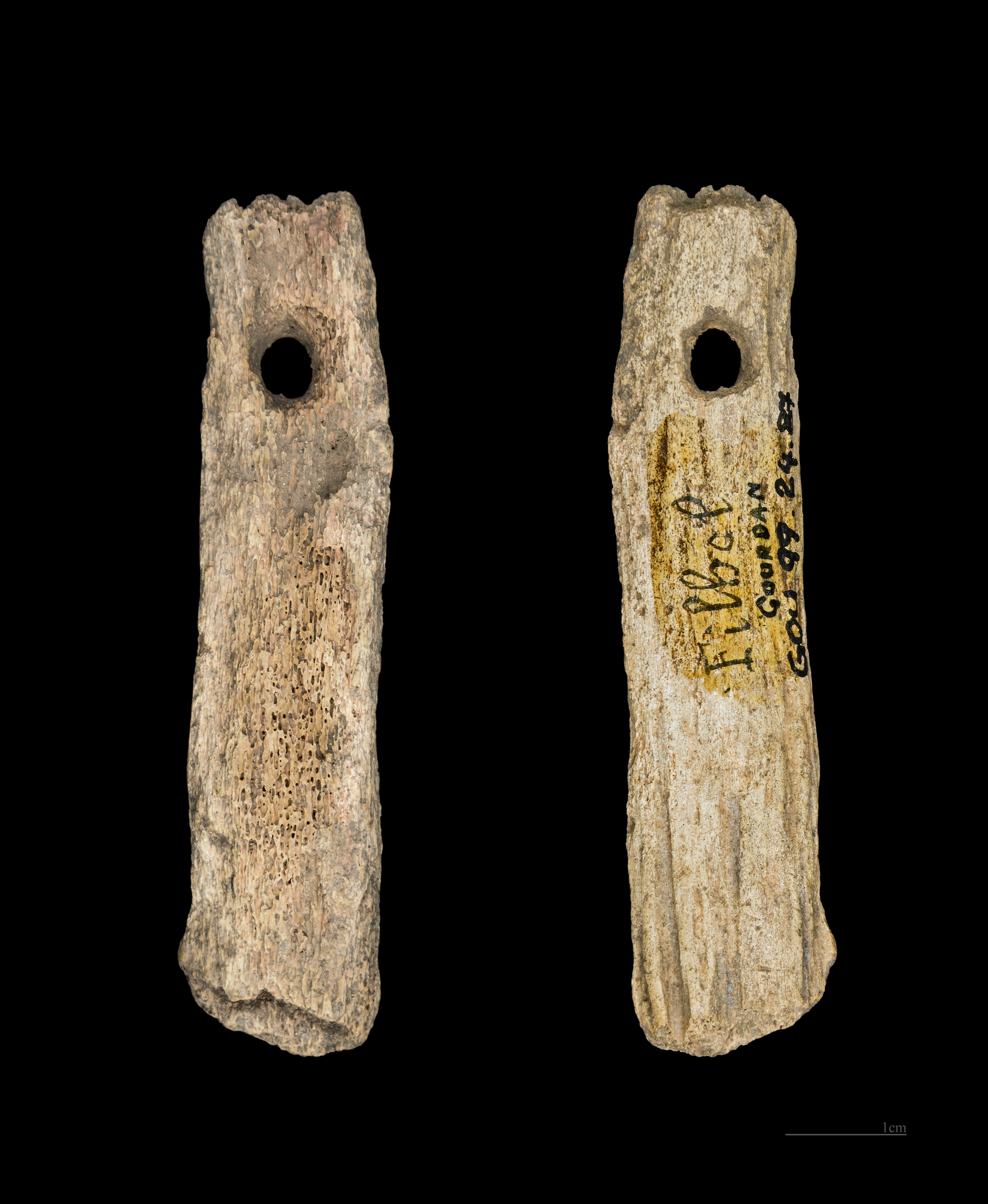
Penjoll en banyes de ren Gourdan-Polignan